# 창룽대학역
창룽대학역은 2011년에 개통한 타이완의 구간열차역이다.

## 역 주변
- 창룽대학